# Euryoryzomys
Euryoryzomys é um gênero de roedor da família Cricetidae. Ocorre na caatinga, cerrado e chaco do Brasil, Bolívia e Paraguai. Musser e Carleton (2005) incluíram as seis espécies no gênero Oryzomys, entretanto, estudos cladísticos demonstraram uma maior relação das espécies com os gêneros Hylaeamys e Transandinomys.

## Espécies
- Euryoryzomys emmonsae (Musser, Carleton, Brothers & Gardner, 1998)
- Euryoryzomys lamia (Thomas, 1901)
- Euryoryzomys legatus (Thomas, 1925)
- Euryoryzomys macconnelli (Thomas, 1910)
- Euryoryzomys nitidus (Thomas, 1884)
- Euryoryzomys russatus (Wagner, 1848)